# تحطم طائرة هليكوبتر تاتشيرا
تحطم طائرة هليكوبتر تاتشيرا كانت خسارة مروحية تابعة للجيش الفنزويلي وركابها الـ 18 في 3 مايو 2009. تحطمت المروحية في حوالي منتصف النهار بالتوقيت المحلي (16.30 بالتوقيت العالمي) بالقرب من إل ألتو دي روبيو في شمال غرب ولاية تاتشيرا في فنزويلا. قُتل جميع من كانوا على متن الطائرة وعددهم ثمانية عشر. وكان من بين القتلى عميد وطياران بالجيش وأربعة عشر من أفراد الجيش ومدني واحد. أعلن الرئيس الفنزويلي هوغو شافيز المقدم متقاعد من الجيش عن الحادث في بثه التلفزيوني الأسبوعي وقال «إنني أحيي جنود الوطن هؤلاء، وخاصة الجنرال فانيتي الذي كان تلميذي».
لم يعرف سبب الحادث. ومن المعروف أن المنطقة كانت تخضع لظروف جوية سيئة قبل وقوع الحادث. كانت الطائرة المعنية من طراز ميل مي-24 روسية، على الرغم من أن بعض المصادر الإخبارية ذكرت خطأ أنها من طراز ميل مي-17.
وقع الحادث بعد أيام فقط من طلب الرئيس الكولومبي ألفارو أوريبي مساعدة فنزويلا في القضاء على مقاتلي فارك على الجانب الفنزويلي من الحدود. ولم يُعرف بعد ما إذا كان الحادث مرتبطًا بالعمليات العسكرية الفنزويلية المكثفة ضد العصابات. كما انتقد التقييم السنوي لوزارة الخارجية الأمريكية للإرهاب مؤخرًا فنزويلا لفشلها في مراقبة الحدود وذكر أن المتمردين الكولومبيين والقوات شبه العسكرية «عبروا بانتظام إلى الأراضي الفنزويلية للراحة وإعادة التجمع وكذلك لابتزاز أموال الحماية».